# 灵格斯
靈格斯翻譯家（Lingoes）是一套免費的桌面字典/詞典軟體，该軟體的首個版本於2006年9月1日發佈。软件同时发布有不带词典文件及预带基础词典文件的版本，使用者还可以自行下载挂载其他附加词典。
2009年3月16日，灵格斯软件曾被美国国际开发署向埃及的学校推荐使用。

## 特色
靈格斯翻譯家最初版本的主程序大小只有1.5MB，其2.7.6.2版主程序也仅有5MB，還內置了一部實用的英漢詞典。在推出2.4.2Beta版同時更發布了官方綠色便攜版2.4.2 Portable，并同步更新至今。軟體包含了多語種詞典支援，多語言多向翻譯，詞語索引列表，联机词典，鼠标螢幕取詞，劃詞翻譯，剪貼簿取詞，支援真人語音庫，語音合成引擎支援，全文翻譯（智能識別語種）和熱鍵控制自定義等功能。通過詞典檔的配合，可以查詢翻譯全世界包括英語、法語、德語、俄語、西班牙語、葡萄牙語、意大利语、简体中文、繁体中文、日語、韓語、越南語、瑞典語、阿拉伯语、土耳其語、波兰语、及世界語等80多種語言文字。
靈格斯用户可以自行制作词典源文件（文本文件格式），上传到灵格斯官网，经管理员编译为ld2格式后讓其他用户下载使用。靈格斯用户已经上传了许多優秀的詞典，如《牛津高階英語詞典》、《牛津高階英漢雙解詞典》、《朗文當代英語詞典》、《柯林斯高階英語學習者詞典》、《現代英漢詞典》、《英文同義詞反義詞辭典》、《高級漢語詞典》、《中文同義詞反義詞辭典》。但作者所使用的词典编译器目前久久没有公开发布。
灵格斯与互动百科合作创建了“互动百科联机词典”，内置在中文版灵格斯词霸中。此外。靈格斯翻譯家在發布2.5版同時也發布了英文維基百科的離線詞典。

## 評價
由於主程序體積小，佔用系統資源少，多語言詞典，多向翻譯，界面美觀，開放式詞典管理，免費使用等特色，靈格斯翻譯家一問世就受到了廣泛關注，對中國大陸詞典翻譯軟體市場份額佔領最大的金山詞霸起了不小的衝擊。
除了語言翻譯，靈格斯還具有類似網絡搜索的功能。通過內置的各種詞典、百科全書和網絡釋義等工具，靈格斯可以提供比網絡搜索更為精確的解釋功能。
然而，主要批評在於靈格斯詞霸無法提供版權詞典的「合法」引用證明，受到了部分较为重視版權問題的用戶的批評。
同星際譯王一样，官方網站不少字典檔并没有得到官方授权，其中包括牛津高阶英语词典（第6版）、牛津学生英语搭配词典、牛津高阶英汉双解词典、美国传统词典（第4版）、美国传统词典（英汉双解）等在内的大量字典均存在版权问题。

## 外部連結
- 灵格斯词霸中文版官网 （页面存档备份，存于）（简体中文）
- 灵格斯词霸英文版官网 （页面存档备份，存于）（英文）
- 灵格斯词霸的新浪微博